# Nybroplan

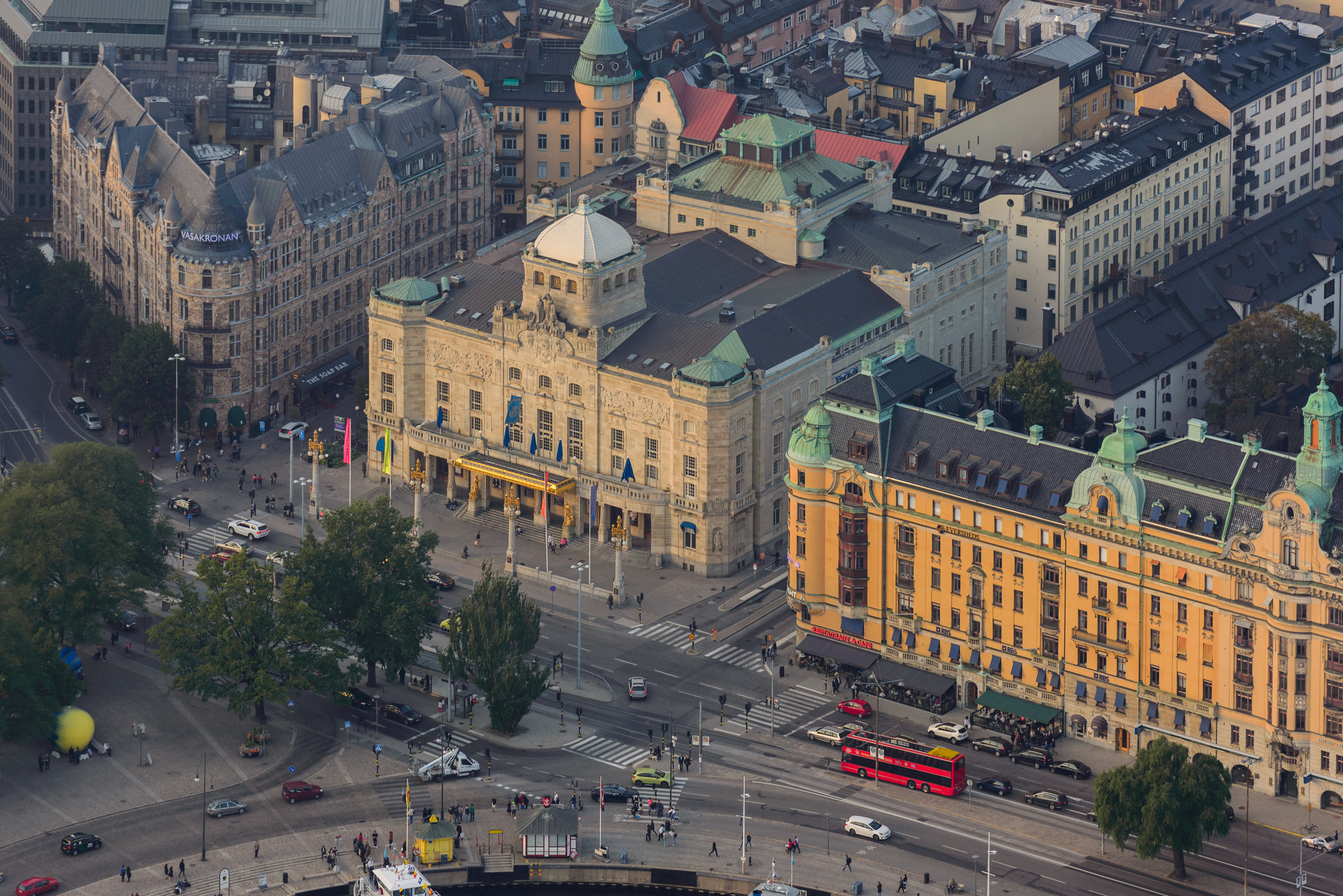
Nybroplan med Dramaten.

Nybroplan är en plats på Norrmalm i Stockholms innerstad som fick sitt namn 1936.
Vid Nybroplan möts Birger Jarlsgatan, Strandvägen, Hamngatan och Nybrogatan. Här ligger Kungliga Dramatiska Teatern och Berzelii park med Berns Salonger, ett klassiskt nöjespalats sedan 1800-talet.

## Historia

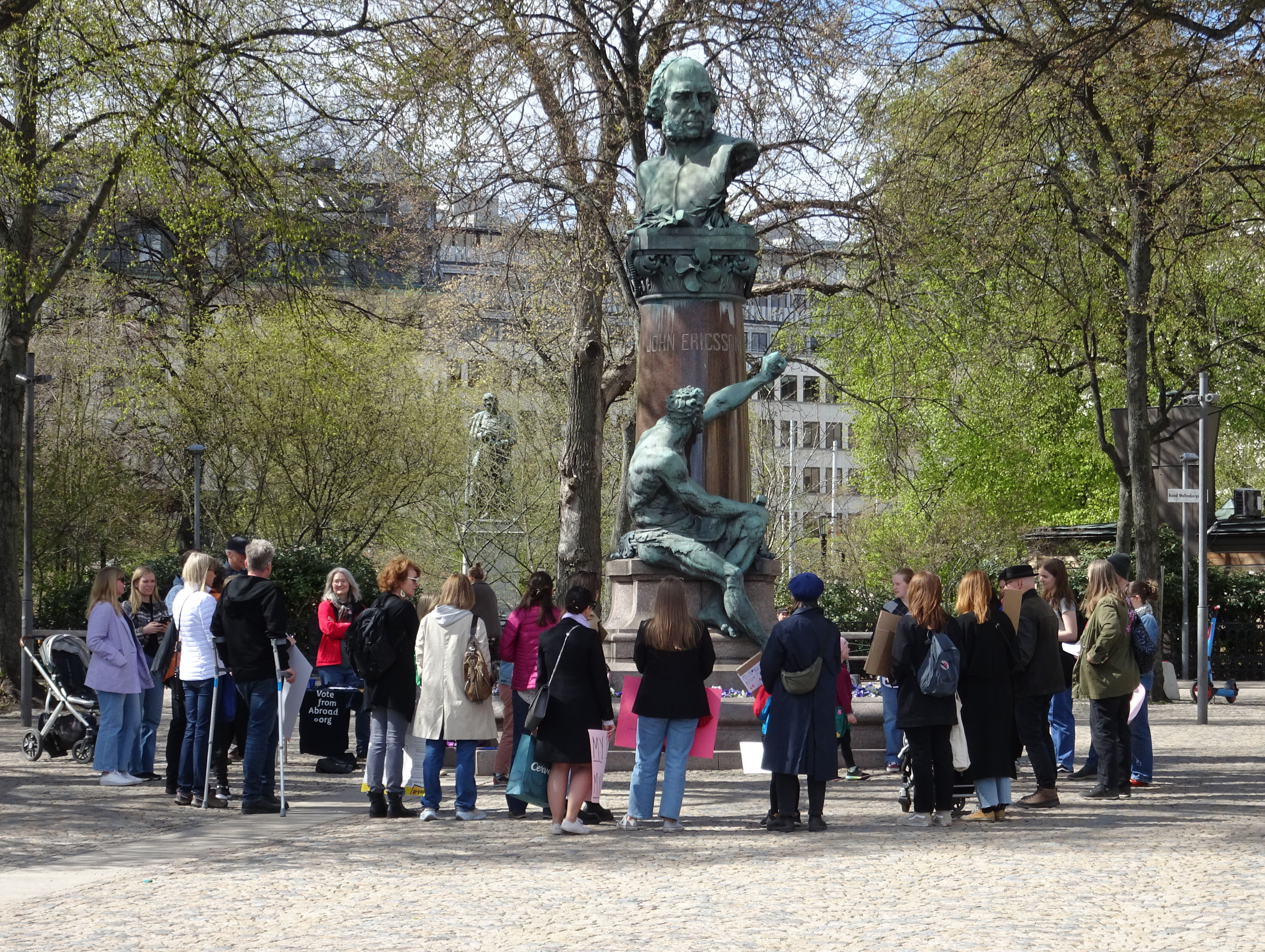
John Ericssons staty på Nybroplan

Nybroplan fick sitt namn efter Nybrogatan (Nya brogatan, 1649) som i sin tur uppkallades efter den bro som byggdes omkring 1640 över den inre delen av västra Ladugårdslandsviken (nuvarande Berzelii park) som hette Packaretorgsviken på A.S.J. Thorslundhs karta från 1749. Denna bro försvann när Ladugårdsvikens inre del utfylldes under 1800-talet. Nybroplan som namn förekommer redan på 1920-talet på kartor, men blev officiellt 1936. Den 14 september 1901 avtäcktes en byst av uppfinnaren John Ericsson, utförd av skulptören John Börjeson.
I december 1924 fick Stockholm sitt första trafikljus. Det var på Nybroplan som en "trafikfyr" ("AGA-fyr") sattes upp på prov efter amerikansk förebild. Fyren levererades av AB Gasaccumulator.

## Nybroplan idag
Sedan 1916 visar Tornbergs klocka tiden på platsen, men inte alltid exakt.
På det nyanlagda Raoul Wallenbergs torg, vid Nybroplan, finns numera också Kirsten Ortweds omdebatterade monument över Raoul Wallenberg.
Vid järnräcket mot Berzelii park fanns tidigare bronsskulptur "Humor" av Karl Göte Bejemark från 1967 föreställande en gatuarbetare som tittar fram ur en inspektionsbrunn på trottoaren. Modellen för skulpturen var Hasse Alfredson. Skulpturen lades i förråd 2010 på grund av bygget av Spårväg City och återinvigdes i september 2011 på Södermalmstorg, Södermalm.

## Kollektivtrafik

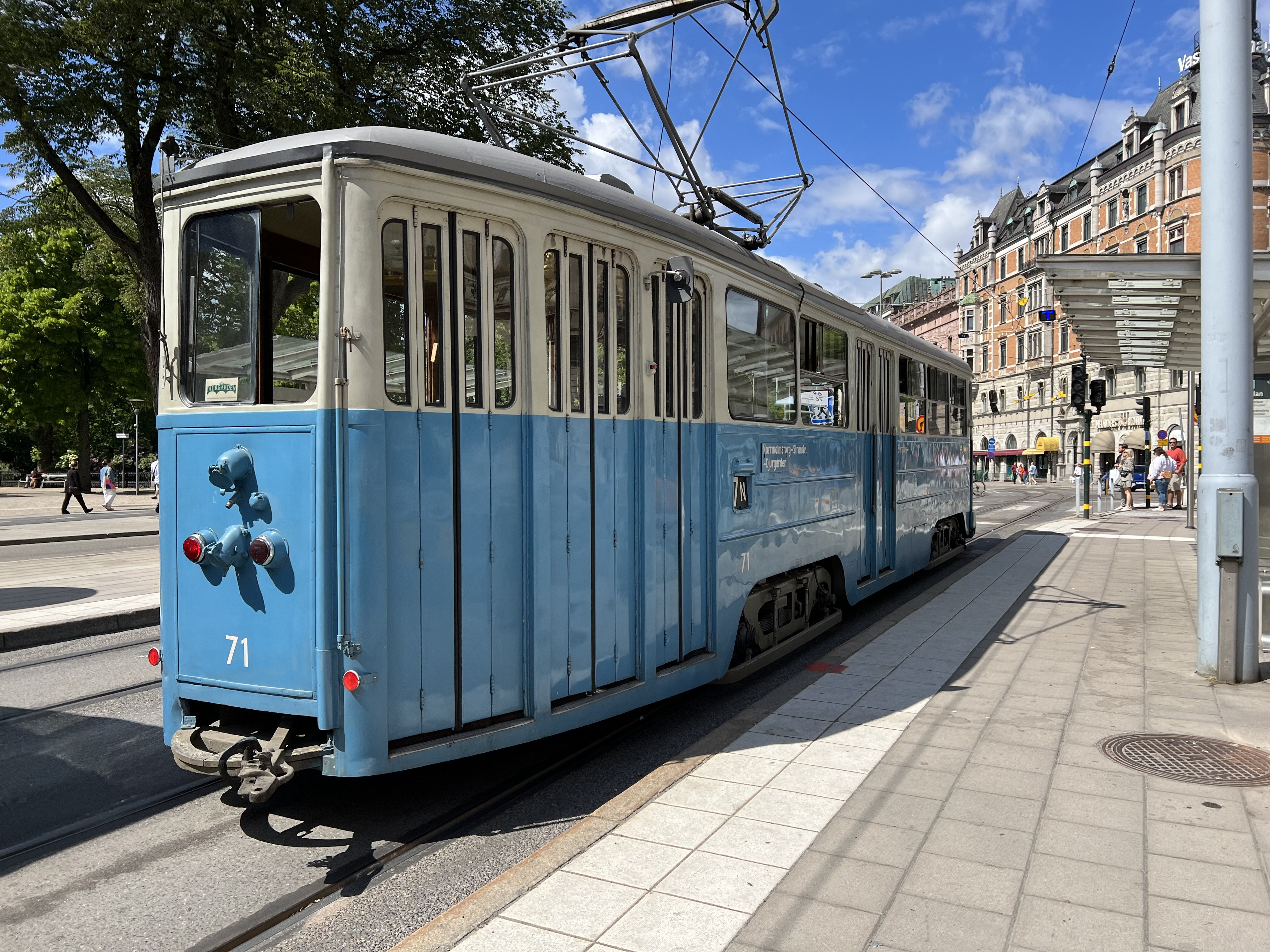
Museispårvagnen SS A25G 71 vid hållplatsen Nybroplan.

Nybroplan har haft spårvagnshållplats sedan 1877, med undantag för perioden 1967–1991. Många busslinjer har också hållplats här. Det är gångavstånd till såväl Kungsträdgårdens och Östermalmstorgs tunnelbanestationer. I anslutning till torget finns också kajer för Sjövägen och annan båttrafik.
Den 10 juni 2020 visade Stockholms stad upp ett projekt som skulle minska resetiden för kollektivtrafiken. Genom att vid Strandvägen in mot Nybrohamnen förbjuda vänstersväng för bilister. Projektet som startade under våren 2021 pågick under sommaren 2021. En utvärdering av projektet visade att det inneburit tydliga förbättringar för kollektivtrafiken och året efter, i november 2022, beslutade Stockholms stad att förbjuda vänstersväng permanent.